# Jean-Norbert Cloquet
Jean-Norbert Cloquet (Doornik, 20 juli 1885 - Oostende, 9 augustus 1961) was een Belgische architect die gespecialiseerd was in het ontwerpen van ziekenhuizen. Hij was de zoon van Louis Cloquet.

## Hoogleraar
Na zijn middelbare studies voltooid te hebben aan het Sint-Barbaracollege behaalde Cloquet in 1909 het diploma van burgerlijk bouwkundig ingenieur en in 1910 van ingenieur-architect aan de Rijksuniversiteit van Gent. Hij gaf, als hoogleraar, aan deze universiteit de vakken Burgerlijke Bouwkunde, Architectonische Compositie en Geschiedenis van de Architectuur. Ook aan het Sint-Lucas gaf hij les.

## Bouwwerken
Cloquet specialiseerde zich in het bouwen van ziekenhuizen. In Dendermonde werkte hij in de periode 1924-1926 samen met stadsarchitect Ferdinand De Ruddere aan de heropbouw van het Sint-Blasiusziekenhuis, dat tijdens de Eerste Wereldoorlog verwoest was. In Gent was hij lid van de CAVAZ-groep voor het bouwen van een Academisch Ziekenhuis en bouwde hij voor de Rijksuniversiteit een Kliniek voor Geesteszieken (1930) en de Laboratoria voor Histologie en Embryologie (1930-33). Daarnaast bouwde hij serres voor de Plantentuin (1932) en was hij betrokken bij de bouw van de Boekentoren.